# Верхове болото (Яйко)
Верхове́ Болóто — гідрологічна пам'ятка природи місцевого значення в Україні. Розташована в Калуському районі Івано-Франківської області, при підніжжі гори Яйко-Перегінське (гірський масив Ґорґани). 
Площа природоохоронної території 0,5 га. Статус надано 1996 року. Перебуває у віданні ДП «Осмолодське лісове господарство» (Мшанське л-во, кв. 22, вид. 44). 
Під охороною — гірське оліготрофне (верхове) болото високого ступеню розвитку.

## Історія
Болото відоме в науковій літературі як болото «Яйко» з 1968 року, оскільки розташоване при підніжжі гори Яйко-Перегінське. З метою уникнення плутанини проектованій пам'ятці природи було запропоновано надати іншу, вже існуючу назву — Верхове. Незважаючи на рекомендації науковців надати пам'ятці статус республіканського значення, болото визнане цінним лише на місцевому рівні.

## Стан
Болото чітко виділяється в рослинному покриві, практично безлісе, деревний ярус розріджений і пригнічений, має куполоподібну форму з моховими горбами. Рослинний покрив загалом збережений у природному стані і має основні риси карпатських боліт лісового поясу. Варто зауважити, що такі болота в Україні трапляються лише в Карпатах.

## Флора
У рослинному покриві переважають пухівково-водянково-сфагнові угруповання із розрідженою смерекою. Такі угрупування є рідкісними, перебувають під охороною (Зелена книга України), на болоті займають центральну, найбільш підвищену частину. Деревний ярус угрупувань утворює розріджена ялина з домішкою сосни звичайної та гірської зімкненістю 0,1 та заввишки 0,6-1,5 м. 
Серед чагарничків у цих угрупуваннях домінує водянка чорна, домішку утворює лохина та рідкісний для Карпат вид — багно болотне. Трав'яний покрив у зв'язку з недостатністю живлення в кількісному розумінні дуже збіднений, тут трапляється пухівка піхвова, на мохових горбах — журавлина болотна. Серед занесених до Червоної книги України — журавлина дрібноплода, осока малоквіткова та пальчатокорінник серценосний. Тут же виявлена і комахоїдна рослина — росичка круглолиста — дуже рідкісний для Карпат вид. 
Моховий покрив переважно формують сфагнум бурий та сфагнум червоний — рідкісні північні види. Мохи утворюють купини, насичені водою. Глибина торфового покладу, сформованого сфагнумовими мохами, досягає 2,35 м. 
По периферії, де болото набуває мезотрофного ступеню розвитку, в рослинному покриві розташовуються угрупування осока здута, у нижчих місцях фрагментарно трапляється осока багнова.

## Догляд
У 2007 році громадською організацією «Карпатські стежки» за сприяння Посольства Королівства Нідерландів в Україні було встановлено охоронний знак.